# Gymnothorax thyrsoideus
Gymnothorax thyrsoideus är en fiskart som först beskrevs av Richardson, 1845.  Gymnothorax thyrsoideus ingår i släktet Gymnothorax och familjen Muraenidae. Inga underarter finns listade i Catalogue of Life.